# Belin (Covasna)
Belin (in ungherese Bölön, in tedesco Blumendorf) è comune rumeno di 2723 abitanti, ubicato nel distretto di Covasna, nella regione storica della Transilvania.
Il comune è formato dall'unione di 2 villaggi: Belin e Belin-Vale.